# Lion Feuchtwanger
Lion Feuchtwanger (pronúncia em alemão: [ˈli:ɔn ˈfɔ͡ø̯çtˌv̥aŋɐ]; Munique, 7 de julho de 1884 — Pacific Palisades, 21 de dezembro de 1958) foi um escritor alemão liberal e de esquerda que se tornou famoso durante o tempo da República de Weimar, onde se situam vários dos seus romances. De origem judaica, foi obrigado a fugir da Alemanha em 1933, ano da chegada ao poder de Adolf Hitler. Seus livros constavam da lista da Bücherverbrennung. Viveu depois no exílio, prosseguindo o seu trabalho como escritor. Em França, durante os tempos do regime de Vichy esteve preso num campo de internamento em Les Milles, perto de Aix-en-Provence, de onde conseguiu fugir com a ajuda de sua mulher, Marta. Fugiu via Portugal para os Estados Unidos, onde continuou a escrever, com sucesso. Foi um dos acusados de comunismo pelo senador McCarthy.